# Listă de scriitori din Republica Democrată Congo
Aceasta este o listă de scriitori din Republica Democrată Congo (fostul Zair).
- Léonie Abo, (1945– )
- J’ongungu Lokolé Bolamba (1913–1990)
- Raïs Neza Boneza (1979– )[1]
- Amba Bongo
- Amini Cishugi (1996- )
- Lima-Baleka Bosekilolo, poet.
- Charles Djungu-Simba Kamatenda (1953– )
- Buabua wa Kayembe Mubadiate (1950– )
- Christine Kalonji[2]
- Kama Sywor Kamanda (1952– )
- Maguy Kabamba (1960– )
- Paul Lomami-Tshibamba (1914–1985)
- V. Y. Mudimbe (1941– )
- Ngal Mbwil a Mpaang (1933– )
- Kavidi Wivine N'Landu, poet.
- Clémentine Nzuji (1944– ), poet.
- Sony Labou Tansi (1947–1995)
- Kabika Tshilolo
- Frederick Kambemba Yamusangie
- Lye M. Yoka,[3]
- Batukezanga Zamenka (1933–2000)
- Fiston Mwanza Mujila (1981-)